# Wilhelm Kleberger
Wilhelm Kleberger (* 20. April 1878 in Södel bei Friedberg, Hessen; † 7. Dezember 1935 in Darmstadt) war ein deutscher Agrikulturchemiker. Seit 1928 lehrte er als Extraordinarius auf dem neu errichteten Lehrstuhl für Agrikulturchemie an der Ludwigsuniversität Gießen.

## Leben und Wirken
Wilhelm Kleberger, Sohn eines Gutsbesitzers, studierte Landwirtschaft in Hohenheim, Bonn und Jena. 1900 wurde er Mitglied des Corps Agronomia Jenensis. 1902 wurde er an der Universität Jena mit der Dissertation „Beitrag zur Beantwortung der Frage: Welcher Zusammenhang besteht beim Rinde zwischen der Milchergiebigkeit und den durch Maße festgestellten Formen des Tierkörpers?“ zum Dr. Phil promoviert. Anschließend beschäftigte er sich an dem von Paul Gisevius geleiteten Landwirtschaftlichen Institut der Universität Gießen mit betriebswirtschaftlichen Fragen. 1906 habilitierte er sich mit der Schrift „Die Entwicklung der landwirtschaftlichen Betriebe unter dem Einfluß der Feldbereinigung, untersucht an einigen Orten des Kreises Friedberg“ für das Gesamtgebiet der Landwirtschaftslehre. In den folgenden Jahren wirkte er als Dozent an der Universität Gießen. Am Landwirtschaftlichen Institut hielt er Vorlesungen über Pflanzenbau, Pflanzen- und Tierernährung und über landwirtschaftliche Technologie. 1915 wurde er zum außerordentlichen Professor ernannt.
Kleberger unterstand seit 1907 die Leitung des agrikulturchemischen Universitäts-Laboratoriums, das er nach 1920 etappenweise aus dem Landwirtschaftlichen Institut herauslöste und zu einer eigenständigen Einrichtung ausgestaltete. 1928 wurde er planmäßiger Extraordinarius für Agrikulturchemie an der Universität Gießen und damit der erste Inhaber dieses neugeschaffenen Lehrstuhls. 
Klebergers Publikationsliste umfasst ca. 300 Einzeltitel, überwiegend auf den Gebieten der Pflanzenernährung und Düngung. Als sein Hauptwerk gilt das Lehrbuch „Grundzüge der Pflanzenernährungslehre und Düngerlehre“, das in vier Teilbänden zwischen 1914 und 1928 erschienen ist. 1934, im Alter von 56 Jahren, musste Kleberger aus gesundheitlichen Gründen seine Emeritierung beantragen. Bereits ein Jahr später setzte der Tod seinem Leben ein Ende.

## Hauptwerk
- Grundzüge der Pflanzenernährungslehre und Düngerlehre. 4  Teilbände, Verlag M & H. Schaper Hannover u. Darmstadt. Tl. 1: Grundzüge der Bodenlehre, 1914; Teil 2,1: Gesetzmässigkeiten bei der Pflanzenernährung, 1915; Teil 2,2: Die Düngerlehre. Die Lehre von den Düngemitteln, 1927; Teil 2,3: Die Düngung der landwirtschaftlichen Kulturpflanzen, das Düngungsversuchswesen und die landwirtschaftliche Statik, 1928.